# Serie A Femenina Amateur de Ecuador
La Serie A Femenina de Ecuador, conocida también como Liga de Fútbol Amateur Femenina Serie A, es la máxima categoría femenina amateur del sistema de ligas de fútbol de Ecuador, organizada por la Comisión Nacional de Fútbol Aficionado, anexa a la Federación Ecuatoriana de Fútbol.
Desde su fundación en 2013, el certamen se ha disputado durante 6 años y se han otorgado 5 títulos. Los clubes que más campeonatos han conseguido son la Unión Española con 3 y el Rocafuerte con 2.
El actual campeón es el club Bejucal Sport, que obtuvo su primer título en la temporada 2024, tras ganar en la final al Mushuc Runa por un marcador global de 6 – 3.

## Historia

### Antecedentes
En octubre de 2004, la Federación Ecuatoriana de Futbol en conjunto con la Asociación Provincial de Loja y la asesoría del Director Técnico de las mujeres en este tiempo Gary Estupiñán; organizan un torneo de carácter experimental para tener una mejor forma de organización de cara a la formación del fútbol femenino en el país. Este torneo contó con la participación de varios clubes: Aucas, Liga Deportiva Universitaria de Loja, Santa Rita de Vinces, Deportivo Quevedo, Audaz Octubrino y Deportivo Cuenca. El campeón de este torneo oficial pero de carácter experimental jugado en Loja, lo ganó Deportivo Quevedo y con Wendy Villón como su gran goleadora.
En enero de 2005, en el Congreso anual de la FEF se acordó organizar el Primer Campeonato Nacional de Fútbol Femenino, en un principio 10 clubes de la Primera A debían presentar sus planteles y jugar de manera paralela este certamen al final se decide que solo era opcional su participación.  
El torneo no se realizó con todos los clubes profesionales porque los dirigentes de los clubes dijeron que no había dinero para financiar todos los gastos que demandaba un torneo nacional; solo 3 clubes profesionales se presentaron en el certamen: Deportivo Quevedo, El Nacional y Aucas. 
La organización del torneo se lo delegó a las asociaciones provinciales, quienes debían seleccionar el representante provincial para el campeonato nacional. El primer torneo nacional  se disputó en septiembre de 2006 en la ciudad de Cuenca, donde el representativo de Guayas se coronó campeón, seguido de Pichincha, Loja, Azuay, Tungurahua y Chimborazo.
En Pichincha, AFNA organizó el torneo provincial selectivo con la participación de varios clubes: Aucas, El Nacional, ESPOLI, además de equipos amateur como ESPE, ESPOLI, ESPUCE, Estudiantes de la Católica, LDU-Amateur y Quito. Aucas fue el campeón del torneo selectivo provincial de Pichincha, con la participación de jugadoras como Carla Wray (arquera), Lorena Borja (defensa) y Merly Zambrano (mediocampista).

### Inicios
Después de ocho años, de aquella decisión en el Congreso del Fútbol, se organiza el Primer Campeonato Nacional de Fútbol Femenino avalado por la FEF. Ninguno de estos 16 clubes participantes pertenecen o son filiales de los clubes masculinos de la Primera A. Son equipos que vienen realizando esta actividad en el plano barrial o amateur por 15 y hasta 20 años, no hay una fecha exacta.
Para la temporada 2016, el Ministerio del Deporte dejó de aportar en el desarrollo del fútbol femenino, por lo que todos los costos de organización fueron cubiertos por la Comisión Nacional de Fútbol Aficionado. Esto ocasionó que el torneo 2016 comience muy tarde y termine en 2017, a igual que se necesitó unificar los torneos 2017 y 2018 debido a la falta organización por parte de la Comisión Nacional de Fútbol Aficionado.
Hasta 2018 fue el torneo que daba el cupo de Ecuador a la Copa Libertadores Femenina

## Sistema de competición
El campeonato está conformado por dos etapas:
En la primera etapa, los 22 equipos participantes se dividen en 2 grupos de 11 equipos cada uno de acuerdo con su ubicación geográfica, jugando bajo el sistema de todos contra todos en partidos de ida y vuelta. Los 4 mejores ubicados de cada grupo clasifican a la segunda etapa.
En la segunda etapa, los 8 equipos clasificados de la etapa anterior son emparejados en 4 llaves, jugando cuartos, semifinal y final bajo el sistema de eliminación directa en partidos de ida y vuelta, decidiendo de esta manera al campeón del torneo.

### Sistema de descenso
Los 6 equipos peores ubicados en la tabla general descienden a la Serie B.

## Patrocinio
El 30 de noviembre de 2017, la Federación Ecuatoriana de Fútbol firmó un contrato con la empresa Servisky para la transmisión del fútbol femenino. El contrato tendrá una duración de 5 años, donde el 50% de la publicidad que se comercialice irá a la empresa dueña de los derechos, mientras que la otra mitad estará destinada al fútbol femenino.

## Equipos participantes
Un total de 38 equipos han participado en la Serie A Femenina de Ecuador desde su creación en 2013, de los cuales 2 han sido campeones.
Quito y Espuce son los únicos equipos que han disputado todas las ediciones, siendo también los únicos en nunca haber descendido ni jugado en la Serie B Femenina de Ecuador; mientras que Carneras, Espe, Deportivo Santo Domingo y Ñañas nunca han descendido una vez que llegaron a primera. Universidad San Francisco y Liga de Quito Amateur tampoco descendieron, pero hicieron alianzas con Independiente del Valle y Liga de Quito, respectivamente, para disputar el torneo a partir de 2019.

### Temporada 2021
| Equipo               | Ciudad                                                                          | Provincia                      |
| -------------------- | ------------------------------------------------------------------------------- | ------------------------------ |
| Alianza              | Guayaquil                                                                       | Guayas                         |
| Antonio Valencia     | El Carmen                                                                       | Manabí                         |
| Atlético Fluminense  | [[Archivo:\|20x20px\|border\|Bandera de Babahoyo]] Babahoyo                     | Los Ríos                       |
| Aucas                | Quito                                                                           | Pichincha                      |
| Cumandá              | [[Archivo:\|20x20px\|border\|Bandera de Puyo]] Puyo                             | Pastaza                        |
| Delfín               | [[Archivo:\|20x20px\|border\|Bandera de Manta]] Manta                           | Manabí                         |
| Espe                 | Machachi                                                                        | Pichincha                      |
| J Tsachila           | [[Archivo:\|20x20px\|border\|Bandera de Santo Domingo (Ecuador)]] Santo Domingo | Santo Domingo de los Tsáchilas |
| Olmedo               | Riobamba                                                                        | Chimborazo                     |
| Mushuc Runa          | Ambato                                                                          | Tungurahua                     |
| Ñusta                | Cuenca                                                                          | Azuay                          |
| Siete de Febrero     | Puebloviejo                                                                     | Los Ríos                       |
| Unión Española       | Guayaquil                                                                       | Guayas                         |
| Universidad Católica | Quito                                                                           | Pichincha                      |
| TBD                  | TBD                                                                             | TBD                            |
| TBD                  | TBD                                                                             | TBD                            |

### Estadísticas de los equipos
| Equipo               | Debut   | Temporadas | Temporadas consecutivas | Último Descenso a la Serie A Amateur | Último Ascenso a la Serie A Amateur | Títulos | Último título | 2021-A           |
| -------------------- | ------- | ---------- | ----------------------- | ------------------------------------ | ----------------------------------- | ------- | ------------- | ---------------- |
| Alianza              | 2013    | 3          | 2                       | -                                    | -                                   | -       | -             | 5.°              |
| Antonio Valencia     | 2021-A  | 2          | 2                       | -                                    | 2019                                | -       | -             | 7.°              |
| Atlético Fluminense  | 2021-A  | 2          | 2                       | -                                    | 2019                                | -       | -             | 12.°             |
| Aucas                | 2021-A  | 2          | 2                       | 2019                                 | -                                   | -       | -             | 11.°             |
| Cumandá              | 2013    | 8          | 8                       | -                                    | -                                   | -       | -             | 8.°              |
| Delfín               | 2021-A  | 2          | 2                       | 2019                                 | -                                   | -       | -             | 3.°              |
| Espe                 | 2016-17 | 3          | 1                       | 2020                                 | -                                   | -       | -             | 15.° (Súperliga) |
| J Tsachila           | 2019    | 3          | 3                       | -                                    | -                                   | -       | -             | 6.°              |
| Olmedo               | 2021-C  | 1          | 1                       | 2020                                 | -                                   | -       | -             | 16.° (Súperliga) |
| Mushuc Runa          | 2021-A  | 2          | 2                       | -                                    | -                                   | -       | -             | 9.°              |
| Ñusta                | 2019    | 3          | 3                       | 2019                                 | -                                   | -       | -             | 4.°              |
| Siete de Febrero     | 2013    | 7          | 1                       | 2020                                 | -                                   | -       | -             | 17.° (Súperliga) |
| Unión Española       | 2013    | 8          | 8                       | -                                    | -                                   | 3       | 2017-18       | 13.°             |
| Universidad Católica | 2021-A  | 2          | 2                       | 2019                                 | -                                   | -       | -             | 10.°             |
| TBD                  | 2021-C  | -          | -                       | -                                    | -                                   | -       | -             | 1.° (Serie B)    |
| TBD                  | 2021-C  | -          | -                       | -                                    | -                                   | -       | -             | 2.° (Serie B)    |

## Palmarés

### Cuadro de honor
| Temporada | Campeón                    | Subcampeón              | Tercero               | Cuarto                      |
| --------- | -------------------------- | ----------------------- | --------------------- | --------------------------- |
| 2013      | Rocafuerte (1)             | Quito (1)               | Espuce (1)            | Siete de Febrero (1)        |
| 2014      | Rocafuerte (2)             | Siete de Febrero (1)    | Quito (1)             | Espuce (1)                  |
| 2015      | Unión Española (1)         | Espuce (1)              | Quito (2)             | Liga de Quito (1)           |
| 2016-17   | Unión Española (2)         | Espuce (2)              | Quito (3)             | Siete de Febrero (2)        |
| 2017-18   | Unión Española (3)         | Ñañas (1)               | Espe (1)              | Independiente del Valle (1) |
| 2019      | Liga Deportiva Juvenil (1) | San Miguel (1)          | Siete de Febrero (1)  | Alianza (1)                 |
| 2020      | Sport Jc (1)               | Espuce (3)              | Delfín (1)            | Ñusta (1)                   |
| 2021      | Delfín (1)                 | Atlético Fluminense (1) | Alianza (1)           | Dep.Santo Domingo (1)       |
| 2022      | Bonita Banana (1)          | Ñusta (1)               | Dep.Santo Domingo (1) | Don Pancho (1)              |
| 2023      | Dep.Oriental (1)           | Orense(1)               | Toreros(1)            | Dep.Santo Domingo (1)       |
| 2024      | Bejucal Sport(1)           | Mushuc Runa(1)          | Orense(1)             | San Miguel(1)               |
| 2025      | Por Disputar               | Por Disputar            | Por Disputar          | Por Disputar                |

### Estadísticas por equipo
| Equipo                    | 1º | 2º | 3º | 4º | Temporadas campeón     | Temporadas subcampeón | Temporadas tercer lugar | Temporadas cuarto lugar |
| ------------------------- | -- | -- | -- | -- | ---------------------- | --------------------- | ----------------------- | ----------------------- |
| Unión Española            | 3  |    |    |    | 2015, 2016-17, 2017-18 |                       |                         |                         |
| Rocafuerte                | 2  |    |    |    | 2013, 2014             |                       |                         |                         |
| Delfín                    | 1  |    | 1  |    | 2021                   |                       | 2020                    |                         |
| Liga de Macas             | 1  |    |    |    | 2019                   |                       |                         |                         |
| Sport Jc                  | 1  |    |    |    | 2020                   |                       |                         |                         |
| Bonita Banana             | 1  |    |    |    | 2022                   |                       |                         |                         |
| Espuce                    |    | 3  | 1  | 1  |                        | 2015, 2016-17, 2020   | 2013                    | 2014                    |
| Quito                     |    | 1  | 3  |    |                        | 2013                  | 2014,2015, 2016-17      |                         |
| Siete de Febrero          |    | 1  | 1  | 2  |                        | 2014                  | 2019                    | 2013, 2016-17           |
| Ñusta                     |    | 1  |    | 1  |                        | 2022                  |                         | 2020                    |
| Ñañas                     |    | 1  |    |    |                        | 2017-18               |                         |                         |
| San Miguel                |    | 1  |    |    |                        | 2019                  |                         |                         |
| Atlético Fluminense       |    | 1  |    |    |                        | 2021                  |                         |                         |
| Alianza                   |    |    | 1  |    |                        |                       | 2021                    | 2019                    |
| Espe                      |    |    | 1  |    |                        |                       | 2017-18                 |                         |
| Deportivo Santo Domingo   |    |    | 1  | 1  |                        |                       | 2022                    | 2021                    |
| Liga de Quito             |    |    |    | 1  |                        |                       |                         | 2015                    |
| Universidad San Francisco |    |    |    | 1  |                        |                       |                         | 2017-18                 |
| Don Pancho                |    |    |    | 1  |                        |                       |                         | 2022                    |

### Estadísticas por provincia
| Provincia       |   | Títulos                                |   | Subtítulos                                   |   | Terceras posiciones           |   | Cuartas posiciones                                       |
| --------------- | - | -------------------------------------- | - | -------------------------------------------- | - | ----------------------------- | - | -------------------------------------------------------- |
| Guayas          | 5 | Unión Española (3) Rocafuerte (2)      |   |                                              | 1 | Alianza (1)                   | 2 | Alianza (1) Don Pancho (1)                               |
| Pichincha       | 1 | Archivo:SPORT JC FLAG.png Sport Jc (1) | 5 | Espuce (3) Ñañas (1) Quito (1)               | 5 | Quito (3) Espuce (1) Espe (1) | 3 | Espuce (1) Liga de Quito (1) Independiente del Valle (1) |
| Manabí          | 1 | Delfín (1)                             |   |                                              | 1 | Delfín (1)                    |   |                                                          |
| Morona Santiago | 1 | Liga de Macas (1)                      |   |                                              |   |                               |   |                                                          |
| El Oro          | 1 | Bonita Banana (1)                      |   |                                              |   |                               |   |                                                          |
| Los Ríos        |   |                                        | 2 | Siete de Febrero (1) Atlético Fluminense (1) | 1 | Siete de Febrero (1)          | 2 | Siete de Febrero (2)                                     |
| Imbabura        |   |                                        | 1 | San Miguel (1)                               |   |                               |   |                                                          |
| Azuay           |   |                                        | 1 | Ñusta (1)                                    |   |                               | 1 | Ñusta (1)                                                |
| Santo Domingo   |   |                                        |   |                                              | 1 | Deportivo Santo Domingo (1)   | 1 | Deportivo Santo Domingo (1)                              |

### Campeones consecutivos
| Equipo             | Temporadas campeón      |
| Tricampeonatos     | Tricampeonatos          |
| ------------------ | ----------------------- |
| Unión Española (1) | 2015, 2016-17, 2017-18. |
| Bicampeonatos      |                         |
| Rocafuerte (1)     | 2013, 2014.             |

## Estadísticas

### Clasificación histórica
La clasificación histórica de la Serie A Femenina de Ecuador es un resumen estadístico del torneo de fútbol femenino ecuatoriano, desde su creación en 2013. La tabla muestra los 10 mejores equipos posicionados en esta competición. La puntuación se ha realizado aplicando la regla de 3 puntos por victoria y uno por empate, tal y como se realiza actualmente el conteo de puntos a nivel mundial.
Actualizado al término de la Serie A Femenina Amateur de Ecuador 2021-A.
En negrita los equipos que militan actualmente en la Serie A Femenina Amateur de Ecuador (desaparecido) significa que este club desapareció y (inactivo) significa que este club está inactivo.
| Pos  | Equipo                    | Ciudad      |   |   | PTS | PJ  | PG | PE | PP | GF  | GC  | DG   | Des | Temporadas |
| ---- | ------------------------- | ----------- | - | - | --- | --- | -- | -- | -- | --- | --- | ---- | --- | ---------- |
| 1.º  | Espuce                    | Quito       | - | 3 | 211 | 111 | 62 | 25 | 24 | 261 | 130 | +131 | -   | 6          |
| 2.º  | Unión Española            | Guayaquil   | 3 | - | 194 | 111 | 58 | 20 | 33 | 251 | 139 | +112 | -   | 8          |
| 3.º  | Quito                     | Quito       | - | 1 | 171 | 97  | 50 | 21 | 26 | 227 | 145 | +82  | -   | 5          |
| 4.º  | Siete de Febrero          | Puebloviejo | - | 1 | 167 | 107 | 50 | 17 | 40 | 223 | 215 | +8   | -   | 7          |
| 5.º  | Independiente del Valle   | Quito       | - | - | 141 | 92  | 39 | 24 | 29 | 158 | 108 | +50  | -   | 5          |
| 6.º  | Rocafuerte (Desaparecido) | Guayaquil   | 2 | - | 137 | 53  | 44 | 5  | 4  | 247 | 35  | +212 | -   | 3          |
| 7.º  | Liga de Quito             | Quito       | - | - | 127 | 96  | 37 | 16 | 43 | 181 | 172 | +9   | -   | 5          |
| 8.º  | Cumandá                   | Puyo        | - | - | 118 | 99  | 33 | 22 | 45 | 151 | 215 | -64  | -   | 8          |
| 9.º  | Espe                      | Machachi    | - | - | 64  | 49  | 16 | 16 | 17 | 80  | 60  | +20  | -   | 3          |
| 10.º | Ñañas                     | Quito       | - | 1 | 60  | 30  | 17 | 9  | 4  | 65  | 27  | +38  | -   | 1          |

### Goleadoras por temporada
| Temporada | Jugadora                     | Equipo                     | Goles |
| --------- | ---------------------------- | -------------------------- | ----- |
| 2013      | Giannina Lattanzio           | Rocafuerte                 | 12    |
| 2014      | Madelin Riera                | Rocafuerte                 | 26    |
| 2015      | Erika Vásquez                | Unión Española             | 18    |
| 2016-17   | Erika Vásquez                | Unión Española             | 21    |
| 2017-18   | Yosneidy Zambrano            | Ñañas                      | 26    |
| 2019      | Milagros Barahona            | San Miguel                 | 12    |
| 2020      | Geismar Cabeza               | Ñusta                      | 7     |
| 2021      | Benyi Villamar Josenka Vélez | Atlético Fluminense Delfín | 8     |
| 2022      | Anahí Rios                   | Bonita Banana              | 16    |

### Directores Técnicos campeones
| Temporada | Director Técnico  | Equipo                 |
| --------- | ----------------- | ---------------------- |
| 2013      | Wendy Villón      | Rocafuerte             |
| 2014      | Wendy Villón      | Rocafuerte             |
| 2015      | Wendy Villón      | Unión Española         |
| 2016-17   | Wendy Villón      | Unión Española         |
| 2017-18   | Enrique Guerrero  | Unión Española         |
| 2019      | Rodrigo Lalangui  | Liga Deportiva Juvenil |
| 2020      | Juan Carlos Cerón | Sport Jc               |
| 2021      | Jhon Paucar       | Delfín                 |
| 2022      | Victoria Capacho  | Bonita Banana          |

## Datos

### Campeonato
- Primer triunfo visitante: Grupo Siete 1 - 3 Unión (6 de julio de 2013 en el Estadio Metropolitano Eloy Alfaro).
- Máxima goleada: Rocafuerte 16 - 0 Nuevas Estrellas (20 de julio de 2013 en el Estadio Holcim Arena).
- Máxima goleada en una final: Unión Española 5 - 1 Espuce (12 de diciembre de 2015 en el Estadio Christian Benítez Betancourt).
- Empate con mayor cantidad de goles: Talleres Emanuel 4 - 4 Siete de Febrero (30 de junio de 2018 en el Estadio Valeriano Gavinelli).

### Equipos
- Mayor cantidad de puntos en una temporada: Rocafuerte en 2014 (64 puntos en 22 partidos).
- Mayor cantidad de victorias en una temporada: Rocafuerte en 2014 (21 partidos).
- Mayor cantidad de partidos invictos: Rocafuerte en 2013-2015 (34 partidos).
- Mayor cantidad de victorias consecutivas: Rocafuerte en 2013-2014 (22 victorias).
- Mayor cantidad de goles anotados en una temporada: Rocafuerte en 2014 (134 goles en 22 partidos).
- Mayor cantidad de goles recibidos en una temporada: Cruz del Sur en 2014 (99 goles en 22 partidos).

### Jugadoras
- Máxima goleadora en una temporada: Madeleine Riera con el Rocafuerte en 2014 (26 goles en 22 partidos) y Yosneidy Zambrano con Ñañas en 2017-18 (26 goles en 30 partidos).